# Ivar Wallberg
Ivar Axel Ferdinand Wallberg, född 12 mars 1854 i Ringarums socken, död 18 augusti 1910 i Ramlösa, var en svensk ingenjör och företagare.
Ivar Wallberg var son till kopparslagaren Jonas Henrik Wallberg och Inga Christina Andersdotter. Han utgick från Norrköpings tekniska elementarskola 1872 och arbetade därefter tre år som ritare vid olika industriföretag. 1876 var han anställd vid Jokkis bruk i Finland. Efter att 1877–1880 ha genomgått Tekniska högskolan var han 1880–1881 ingenjör vid Landskrona gjuteri och mekaniska verkstad, dit han, efter tre år som föreståndare för reparationsverkstaden vid Domnarvets Jernverk, återvände som verkstadsföreståndare 1884. Denna anställning behöll han till 1892. Från 1892 till sin död disponent för AB Karlstads Mekaniska Werkstad. Detta företags produktion flerdubblades under Wallbergs chefstid. 1893 arrenderade man Kristinehamns Mekaniska Werkstad och 1897 inköptes denna definitivt. Tillverkningen specialiserade alltmer, så att kristinehamnsverkstaden kom att enbart framställa vattenturbiner, medan karlstadsavdelningen inriktades på maskiner för trämasse- och pappersindustrierna. Wallberg utvecklade även bolagets försäljningsorganisation inom och utom Sverige. Han var ledamot av kommittén angående arbetslagstiftning 1907 och av Karlstads stadsfullmäktige 1894–1910.